# شوجي فوجيموتو
شوجي فوجيموتو (باليابانية: 藤本 修司) (10 أبريل 1988 في طوكيو في اليابان – )؛ هو لاعب كرة قدم ياباني سابق كان يلعب كمدافع.

## وصلات خارجية
- شوجي فوجيموتو على موقع رابطة كرة القدم اليابانية للمحترفين (اليابانية)
- شوجي فوجيموتو على موقع قاعدة بيانات كرة القدم.إي يو (الإنجليزية)
- شوجي فوجيموتو على موقع Soccerway.com (الإنجليزية)